# Diadegma pini
Diadegma pini là một loài tò vò trong họ Ichneumonidae.